# Вячко и Меэлис при обороне Юрьева
Скульптура «Вячко и Меэлис при обороне Юрьева» (полное название «Князь Вячко и старейшина Меэлис, отдавшие свои жизни при обороне Тарту в 1224 году», также «Полоцкий князь Вячко и сын Лембиту Мееэлис при обороне Тарту в 1224 году» (эст. Polotski vürst Vjatško ja Lembitu poeg Meelis Tartu kaitsel 1224. aastal) представляет собой памятник, установленный в Тарту, Эстония, в 1980 году и посвящённый Вячко, князю Юрьева, бывшему князю Кукейносского княжества, и Меэлису, сыну старейшины эстляндского мааконда Сакала Лембиту, которые погибли в битве под Юрьевом в 1224 году, сражаясь с меченосцами.

## Описание
Скульптура изображает двух воинов — князя Вячко, русского, в 1223 году назначенного князем Юрьева, и дозорного Меэлиса, эстонца. Вячко, одетый в кольчугу и русский шлем, вооружённый мечом и щитом, пальцем указывает на символический запад, откуда на восток, в сторону Юрьева, идут немецкие захватчики. На Меэлисе также кольчуга, в руках он держит арбалет, на его голове — национальная эстонская шапка. Он напряжённо смотрит туда, куда ему указывает Вячко.
Современный Тарту, прежний Юрьев, был основан русскими князьями ещё до крещения Руси. При этом после того, как Русь стала православной, русские не принуждали эстонцев обращаться в свою веру, однако обращение в христианство язычников Прибалтики было одной из важнейших целей католической церкви того времени. В 1222 году эстонцы, не желавшие принимать новую веру и становиться подневольным народом у немцев, восстали против крестоносцев и обратились за помощью к русским князьям. Юрьев оставался последним укреплённым городищем материковой Эстонии, незанятым меченосцами. Новгородский князь Ярослав Мудрый отправил на помощь соседям дружину князя Вячко. С дружиной численностью в 200 ратников Вячко отбил две атаки немецких захватчиков. Вспомогательное войско, отправленное на помощь Вячко из Новгорода, успело дойти только до Пскова, и князь Вячко в конечном итоге пал в неравном в бою.

## Герои
Князь Вячко большинством историков считается происходящим от полоцкой ветви Рюриковичей, поэтому в названии скульптуры Вячко также часто называют полоцким князем (эст. Polotski vürst Vjatško).
В отличие от князя Вячко Меэлис является литературным персонажем, одним из героев повести эстонского советского писателя Энна Киппеля «Меэлис», написанной в 1941 году. В повести рассказывается о жизни сына старейшины земли Сакала Лембиту (эст. Lembitu) по имени Меэлис (эст. Meelis), который в 1223 году уговорил русского князя Вячеслава Борисовича (Вячко) остаться в Юрьеве правителем и защитить народ от меченосцев. Лембиту умер в 1217 году, и против меченосцев под Юрьевым сражались эстонцы из земли Уганди.

## История памятника
Изначально скульптура была дипломной работой Олава Мянни в Тартуском государственном художественном институте. Работа была завершена в виде гипсовой модели в 1950 году и отлита из бронзы в 1956 году. Стоимость памятника составила 800 000 рублей по курсу того года.

Cкульптура «Князь Вячко и дозорный Меэлис» в Кадриорге, 1972 год

В 1951 году гипсовая скульптура была представлена на обзорной выставке искусства Эстонской ССР. В декабрьском номере журнала «Pilt ja Sõna» («Картина и Слово») за 1951 год работа была оценена следующим образом: 

«Из наиболее выдающихся произведений выставки следует выделить монументальную скульптурную группу „Полоцкий князь Вячко и сын Лембиту на защите Тарту в 1224 году“, выполненную О. Мянни с исключительным талантом, в которой сильно передана нерушимая дружба эстонского и великого русского народов. Оба героя изображены с большой внутренней эмоциональностью. Их общая цель — прогнать немецких псов-рыцарей — об этом говорят выражения их лиц, напряжённые позы и активный силуэт всей скульптурной группы».
Скульптура была установлена в Таллине, в парке за Кадриоргским дворцом, среди других скульптур эстонских авторов. В 1980 году она была подарена городу Тарту в честь 950-летия со дня его основания Ярославом Мудрым в 1030 году и 250-летней годовщины со дня объединения Эстонии и Русского государства.
В 1990 году Тартуская городская управа предложила Тартускому художественному музею «найти подходящее место для скульптурной группы „Меэлис и Вячко на защите Тарту“ возле улицы Ору и памятника полководцам времен Гражданской войны А. Корку и А. Кукку перед домом по улице Рийа 19», но, в отличие от Корка и Кукка, памятник «Вячко и Меэлис» в то время не был перенесён.
В советской идеологии скульптура символизировала вечную дружбу между эстонским и русским народами, поэтому её рельефное изображение заняло центральное место в оформлении обложки первого тома большого сборника «История Эстонской ССР».

## Состояние памятника
В настоящее время памятник стоит в Тарту на холме Касситооме рядом с улицей Ору. В 2008 году вандалы повредили памятник, спилив меч, который держал в руке князь Вячко. Скульптурная группа скрыта от людских глаз ветвями деревьев, а летом — их густой зеленью.
Памятник не включён ни в один из официальных путеводителей по Тарту. Он не имеет никакой пояснительной надписи. Восстановлением памятника городские власти заниматься не планируют.